# Andrzej Kosowski
Andrzej Kosowski (ur. 1970 w Cieszynie) – menedżer kultury, wydawca, scenarzysta i producent filmów dokumentalnych i edukacyjnych, producent wydarzeń muzycznych, publicysta. Absolwent Akademii Muzycznej w Krakowie (1994) oraz Europejskiej Akademii Mozartowskiej (1996). Członek Rady Akademii Muzycznej im. Krzysztofa Pendereckiego w Krakowie (2021-2024). Od 2022 roku Dyrektor Artystyczny Festiwalu Kompozytorów Polskich im. H.M. Góreckiego w Bielsku-Białej. Od 2025 zastępca Dyrektora ds. Muzeum i Edukacji w Narodowym Instytucie Fryderyka Chopina w Warszawie.  

## Życiorys
W latach 1996–2012 pracował w Polskim Wydawnictwie Muzycznym, a od 2001 roku był jego Redaktorem Naczelnym i członkiem Zarządu. Od 2010 do 2017 roku współzałożyciel i dyrektor Instytutu Muzyki i Tańca.
Był twórcą i dyrektorem sześciu edycji Festiwalu Muzyki Polskiej w Krakowie w latach 2005-2010. Członek Rady Polskiej Izby Książki (2006-2009) oraz członek zarządu SAIW „Polska Książka” (obecnie Copyright Polska) (2007-2009). Członek Rady Artystycznej Opery Krakowskiej w latach 2001-2004, Rady Artystycznej Filharmonii Śląskiej w latach 2007-2010 oraz reprezentant PWM w Polskiej Radzie Muzycznej (2005-2010). Członek Akademii Fonograficznej (od 2016) i Rady merytorycznej Nagrody Kilara (2015-2017).
W 2007 roku był członkiem Komitetu Organizacyjnego roku Karola Szymanowskiego przy Ministrze Kultury i Dziedzictwa Narodowego. W 2013 roku został pełnomocnikiem Ministra do spraw Roku Lutosławskiego, w 2014 roku – koordynatorem Roku Kolberga, a w latach 2016-17 – koordynatorem Roku Nowowiejskiego.
Brał aktywny udział w wielu konferencjach, m.in. Konwencji Muzyki Polskiej (2011, 2014, 2017) i Ogólnopolskiej Konferencji Kultury (2017).
W latach 2018–2023 zrealizował dla Krakowskiego Forum Kultury projekt „Muzyczny ślad Krakowa” – serię nagrań muzyki filmowej i teatralnej Krzysztofa Pendereckiego, Stanisława Radwana, Andrzeja Zaryckiego i Zygmunta Koniecznego oraz serię nagrań wywiadów z twórcami.
Jest pomysłodawcą i autorem scenariuszy wielu aplikacji mobilnych: Orkiestrownik (Instytut Muzyki i Tańca, 2016), Operalnia (Teatr Wielki–Opera Narodowa, 2019), Zostań Moniuszką (Fundacja Barbakan, 2019), appiano (Narodowy Instytutu Fryderyka Chopina, 2021) i filmów edukacyjnych, popularyzatorskich i dokumentalnych o muzyce: Orkiestrownik (IMiT / FiNA 2016-2019), Śmierć Ellenai: Juliusz Słowacki – Jacek Malczewski – Feliks Nowowiejski (IMiT 2017), Adam Sztaba o muzyce – Polonez Wojciecha Kilara (IMiT 2017), Flautoforte (Virtuossa, 2018), Przerwana podróż (PWM/TVP Kultura, 2019), Słowa jak dźwięki (PWM/TVP Kultura, 2019), Operacja Opera (PWM/TVP Kultura, 2019). Film o Aleksandrze Nowaku ("Operacja Opera") wraz z nagraniem opery "ahat ilī" kompozytora (libretto: Olga Tokarczuk) został wydany w formie płyty Blu-ray przez Polskie Wydawnictwo Muzyczne / Anaklasis w 2020 roku i która zdobyła statuetkę "Fryderyka 2021" w kategorii "Album roku: muzyka oratoryjna i operowa". W 2023 roku zrealizował 8 filmów o muzyce na platformę edukacyjną SoMusic. 
Był pomysłodawcą Konkursu Kompozytorskiego im. Tadeusza Ochlewskiego (od 2003) Festiwalu Muzyki Polskiej (od 2005), Konwencji Muzyki Polskiej (od 2011) Nagrody Polskiego Środowiska Muzycznego „Koryfeusz Muzyki Polskiej” (od 2011), serii filmów „Instrumenty z duszą” (od 2016), portalu internetowego o instrumentach muzycznych w polskich kolekcjach (2014), portalu o kompozytorze i akordeoniście Andrzeju Krzanowskim (2021) oraz tytułu Ambasadora Kultury Tradycyjnej wręczanego przy okazji Nagród im. Oskara Kolberga "Za zasługi dla kultury ludowej" (od 2014).
Członek Stowarzyszenia Muzyki Polskiej, Towarzystwa Muzycznego im. Karola Szymanowskiego oraz Towarzystwa Muzycznego im. Witolda Lutosławskiego.